# Lotus Software
Lotus Software är ett amerikanskt programvaruföretag som sedan 1995 ägs av IBM.
Under 1980-talet blev Lotus känt för kalkylbladsprogrammet Lotus 1-2-3. Idag är deras största produkt Lotus Notes som är en databasplattform med ett antal standardapplikationer, bl.a. e-post, kalender, groupware, teamroom osv.

## Produkter
- Lotus 1-2-3
- Lotus Agenda
- Lotus Domino
- Lotus Improv
- Lotus Marketplace
- Lotus Notes
- Lotus Sametime
- Lotus SmartSuite